# Lista över insjöar i Täby kommun
Detta är en lista över sjöar i Täby kommun baserad på sjöns utloppskoordinat. Om någon sjö saknas, kontrollera grannkommunens lista eller kategorin Insjöar i Täby kommun.

## Lista
| Namn           | Koordinat                                     | Sjöid         | VYID          | Yta (km²) | Strandlinje (km) | Höjd (m) | Maxdjup (m) | Volym (m³) | HARO  | Natura 2000          |
| -------------- | --------------------------------------------- | ------------- | ------------- | --------- | ---------------- | -------- | ----------- | ---------- | ----- | -------------------- |
| Gullsjön       | 59°28′43″N 18°04′59″Ö / 59.47867°N 18.08295°Ö | 659769-162905 | 659757-162908 | 0,043     | 0,771            | 13,2     |             |            | 61000 |                      |
| Käringsjön     | 59°27′43″N 18°00′07″Ö / 59.46183°N 18.00190°Ö | 659554-162455 |               | 0,0086    |                  | 6        | 4,4         | 26 000     | 61000 | Kärringsjön-Mörtsjön |
| Mörtsjön       | 59°27′05″N 18°00′56″Ö / 59.45136°N 18.01568°Ö | 659454-162523 | 659440-162537 | 0,041     | 0,879            | 20,2     |             |            | 61000 | Kärringsjön-Mörtsjön |
| Rönningesjön   | 59°27′40″N 18°06′19″Ö / 59.46104°N 18.10523°Ö | 659479-163100 | 659565-163041 | 0,621     | 5,33             | 7        | 4,5         | 2 007 000  | 60061 |                      |
| Vallentunasjön | 59°30′20″N 18°02′14″Ö / 59.50559°N 18.03725°Ö | 659771-162546 | 660048-162639 | 5,78      | 18,5             | 8        | 5           | 15 041 000 | 61000 |                      |